# Gornate Olona

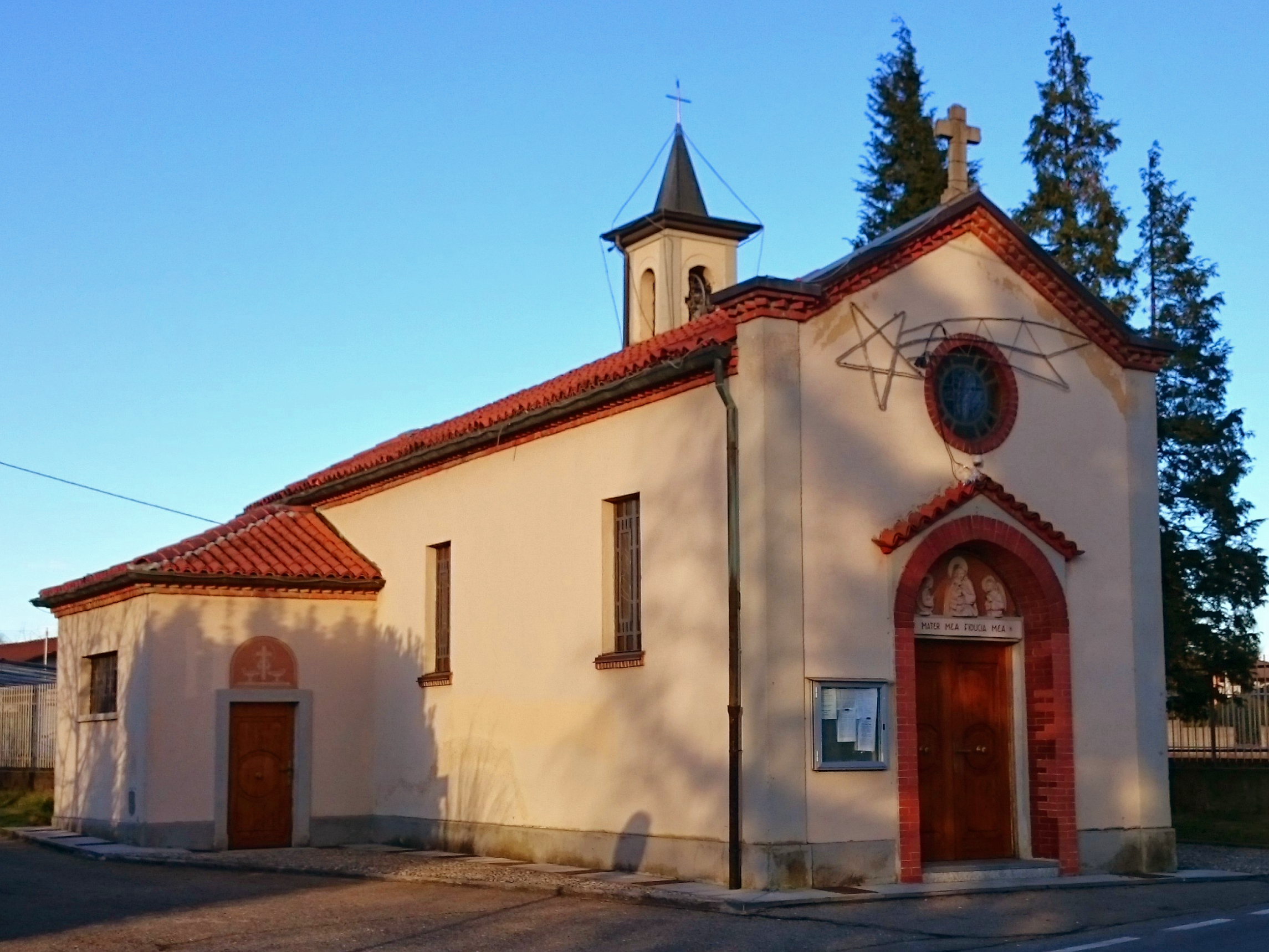
Chiesa di Santa Maria degli Angeli, alla Biciccera (frazione di Gornate Olona)

Gornate Olona (Gornaa in dialetto varesotto) è un comune italiano di 2 183 abitanti della provincia di Varese in Lombardia. Fu chiamato Gornate Inferiore fino al 1928 quando cambiò nome in seguito all'annessione del soppresso comune di Torba.

## Simboli
Lo stemma e il gonfalone sono stati concessi con decreto del presidente della Repubblica del 25 novembre 1989.
La croce ricorda il monastero femminile benedettino di Torba; gli smalti d'argento, di rosso e d'oro dei tre pali nel secondo quarto richiamano i campi dei blasoni delle famiglie Pusterla, Castiglioni e Terzaghi; l'ingranaggio simboleggia il complesso industriale del paese, noto per la lavorazione delle materie plastiche; il cavallo rappresenta gli allevamenti equini particolarmente sviluppati nella zona.
Il gonfalone è un drappo partito di bianco e di azzurro.

## Monumenti e luoghi d'interesse
Vi si trova il monastero di Torba, sede di monache benedettine dall'VIII-XIII secolo fino al 1453, bene di proprietà del Fondo per l'Ambiente Italiano, nel giugno 2011 riconosciuto Patrimonio dell'umanità dall'UNESCO grazie al progetto Longobardi in Italia: i luoghi del potere, unitamente al vicino castrum di Castelseprio e ad altri siti italiani che conservano tracce del popolo longobardo.
La piccola chiesa di Santa Maria di San Salvatore è di origine seicentesca, ed è dislocata dall'urbano cittadino, raggiungibile da un sentiero sterrato.
La parrocchiale, dedicata a san Vittore è testimoniata presente sul territorio alla fine del Quattrocento. Del Novecento è la piccola chiesa della Maria Bambina presente nella frazione Torba.

## Società

### Evoluzione demografica
- 390 nel 1751
- 474 nel 1805
- annessione a Carnago nel 1809
- 574 nel 1853

Abitanti censiti

## Infrastrutture e trasporti
La stazione di Torba-Gornate Olona, posta lungo la ferrovia di Valmorea, venne attivata nel 1915; privata del traffico passeggeri nel 1952, fu soppressa definitivamente nel 1977 insieme all'intera linea.

## Amministrazione
Gornate appartenne alla provincia di Como dal 1801 al 1927.

## Sport
Ha qui sede l'associazione ciclistico ricreativa degli Scaldamozzi di Gornate Olona